# Liste der Botschafter der Vereinigten Staaten in Gambia

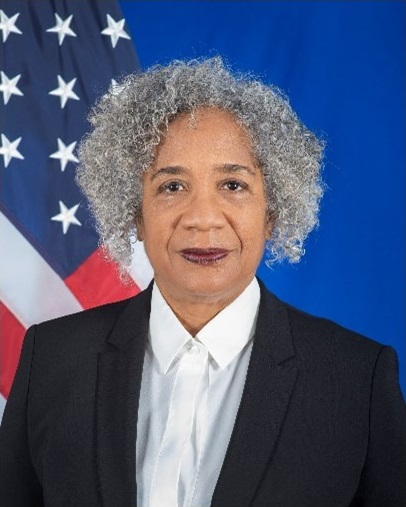
Sharon L. Cromer, ehemalige US-Botschafterin in Gambia

Der Botschafter der Vereinigten Staaten von Amerika in Gambia ist der Botschafter der Vereinigten Staaten von Amerika in Gambia.

## Botschafter
| Amtszeit  | Name                         | Bemerkung                                                                |
| --------- | ---------------------------- | ------------------------------------------------------------------------ |
| 1965–1966 | Mercer Cook                  | Zeitgleich akkreditiert im Senegal, stationiert in Dakar                 |
| 1967      | William Robert Rivkin        | Zeitgleich akkreditiert im Senegal, stationiert in Dakar, starb in Dakar |
| 1968–1970 | Lewis Dean Brown             | Zeitgleich akkreditiert im Senegal, stationiert in Dakar                 |
| 1970–1973 | Gilbert Edward Clark         | Zeitgleich akkreditiert im Senegal, stationiert in Dakar                 |
| 1974–1977 | Orison Rudolph Aggrey        | Zeitgleich akkreditiert im Senegal, stationiert in Dakar                 |
| 1978–1980 | Herman Jay Cohen             | Zeitgleich akkreditiert im Senegal, stationiert in Dakar                 |
| 1980–1982 | Larry G. Piper               |                                                                          |
| 1984–1986 | Robert Thomas Hennemeyer     |                                                                          |
| 1986–1989 | Herbert E. Horowitz          |                                                                          |
| 1990      | A. Donald Bramante           | Chargé d’Affaires ad interim                                             |
| 1990–1993 | Arlene Render                |                                                                          |
| 1993–1995 | Andrew J. Winter             |                                                                          |
| 1996–1998 | Gerald Wesley Scott          |                                                                          |
| 1998–2001 | George Williford Boyce Haley |                                                                          |
| 2001–2004 | Jackson C. McDonald          |                                                                          |
| 2004–2007 | Joseph D. Stafford           |                                                                          |
| 2008–2009 | Barry L. Wells               |                                                                          |
| 2010–2012 | Pamela Ann White             |                                                                          |
| 2012–2013 | Edward M. Alford             |                                                                          |
| 2016–2018 | Carolyn Patricia Alsup       |                                                                          |
| 2019–2022 | Richard C. Paschall III      |                                                                          |
| 2022–2024 | Sharon L. Cromer             |                                                                          |
| 2024–     | Stephanie A. Miley           |                                                                          |